# Штрауб, Александр Яковлевич
Александр Яковлевич Штрауб (1904, Одесса, Российская империя — 1942) — советский футболист. Нападающий сборной СССР (1926—1930). Лучший футболист СССР на позиции правого полусреднего (1930).

## Биография
Александр Штрауб родился в Одессе в 1904 году. Начинал играть в футбол вместе с братом Рудольфом в команде «Робур», которая была основана в начале 1920-х годов. Штрауб несколько лет подряд защищал цвета советского футбола в составе сборной СССР, и только случай, приведший к серьёзной травме, рано вывел его из строя.
Был среднего роста. Обладал высоким подъёмом ноги. Хорошо видел панораму поля, в ходе игры быстро принимал решения. Обладал сообразительностью, ловкостью, хорошим рывком с места. Штрауб хорошо сыгрался с братом Рудольфом и с Михаилом Малхасовым. Обладал каскадом разнообразных финтов, филигранно обрабатывал мяч. Много работал над повышением мастерства.
Александр Штрауб является двукратным чемпионом Одессы (1928, 1929), играл за сборную Одессы (1923—1935) и Украины (1928—1932) и становился неоднократным призёром чемпионатов УССР. Штрауб был единственным одесситом в сборной СССР конца 20-х годов.
В сборной СССР Штрауб провёл 9 неофициальных матчей и забил 3 гола.
В 1930 году вошёл в список 33-х лучших футболистов сезона в СССР под № 1 на позиции правого полусреднего.
Репрессирован в 1937 году. Погиб в лагере
В 2001 году Александр Штрауб вошёл в число лучших футболистов Одессы XX века, заняв в опросе 15-е место.